# Nassinia petavia
Nassinia petavia är en fjärilsart som beskrevs av Stoll 1781. Nassinia petavia ingår i släktet Nassinia och familjen mätare. Inga underarter finns listade i Catalogue of Life.